# Lycophyta
Ver Pteridophyta para una introducción a los grupos de plantas vasculares sin semilla
Lycophyta o Lycopodiophyta es un grupo monofilético de plantas caracterizado por poseer una alternancia de generaciones bien manifiesta (con esporófito y 
gametófito de vida libre), con el esporófito formando un cormo (vástago, raíz y un sistema de haces vasculares que los vincula) de tipo primitivo: el vástago consta de tallo, y en las lycopsida también de hojas de tipo microfilo (de origen diferente de los megafilos de Euphyllophyta, probablemente derivadas de modificaciones de esporangios laterales, con un único haz vascular), las raíces adventicias son originadas del vástago, las raíces tienen una característica ramificación dicotómica. En el corte transversal del tallo y la raíz los haces vasculares forman un patrón («estela») que al menos en las Lycopsida, en la raíz es una actinostela y en el tallo es derivada de la protostela con el xilema exarco, los esporangios son de inserción lateral, y en las lycopsida crecen en estrecha asociación con los microfilos estando ubicados en su cara adaxial, y usualmente con forma acorazonada.
Son las plantas vasculares más antiguas que existen en la actualidad, formando un clado monofilético diferente de Euphyllophyta en donde se reúne el resto de las plantas vasculares. Si bien su diversificación parece haber comenzado hace 200 millones de años aproximadamente, la diversificación que generó las especies conocidas en la actualidad parece haber empezado recién hace unos 80 millones de años (al terminar el Cretácico). En la actualidad todavía existe la clase Lycopsida (el resto de las clases ya extintas), siendo sus géneros más sobresalientes Lycopodium, Selaginella e Isoetes.
Durante mucho tiempo se las ubicó junto con Monilophyta o helechos, formando la división Pteridophyta, que hoy se sabe que es parafilética. Hasta hace poco tiempo se creía que las lycophytas eran tan antiguas como Psilotum y Equisetum, pero hoy se sabe que esos dos géneros son helechos que perdieron sus megafilos y otros caracteres de forma secundaria (después de haberlos adquirido).

## Evolución
Las licofitas habrían tenido su origen en las Zosterophyllopsida, un grupo de plantas vasculares verdaderas sin hojas contemporáneas de las Rhyniophytas. Los investigadores se basan en la disposición espiralada de los estrobilos vascularizados de las Zosterophytophytas, estos estrobilos podrían haber evolucionado para formar láminas fotosintetizadoras que conocemos actualmente como hojas microfilas.
Lycophyta fue un grupo especialmente diverso y abundante en el Carbonífero, y los restos de esas plantas representan nuestros mayores depósitos de carbón. En particular, ellas dominaron los pantanos costeros de las áreas bajas tropicales (DiMichele y Skog 1992, Bateman et al. 1998).
Algunas licofitas evolucionaron hacia árboles grandes, con crecimiento secundario que les permitía un aumento en grosor del tronco. Los tallos de estas plantas estaban cubiertos por hojas, lo que dejó las bases foliares características encontradas en los representantes extintos. Estas plantas también desarrollaron los llamados «sistemas de raíces estigmarios», que se presume que fueron derivados de rizomas en ese caso las raicillas dispuestas en espiral pueden ser hojas modificadas. Los patrones de crecimiento de estas enormes plantas aún son pobremente comprendidos (Bateman 1994, Bateman et al. 1998), pero pueden haber crecido muy lentamente en altura al principio (mientras el sistema radical se establecía) y rápidamente más tarde. Pueden haber muerto luego de producir simultáneamente estróbilos en las puntas de todas sus ramas.

## Diversidad

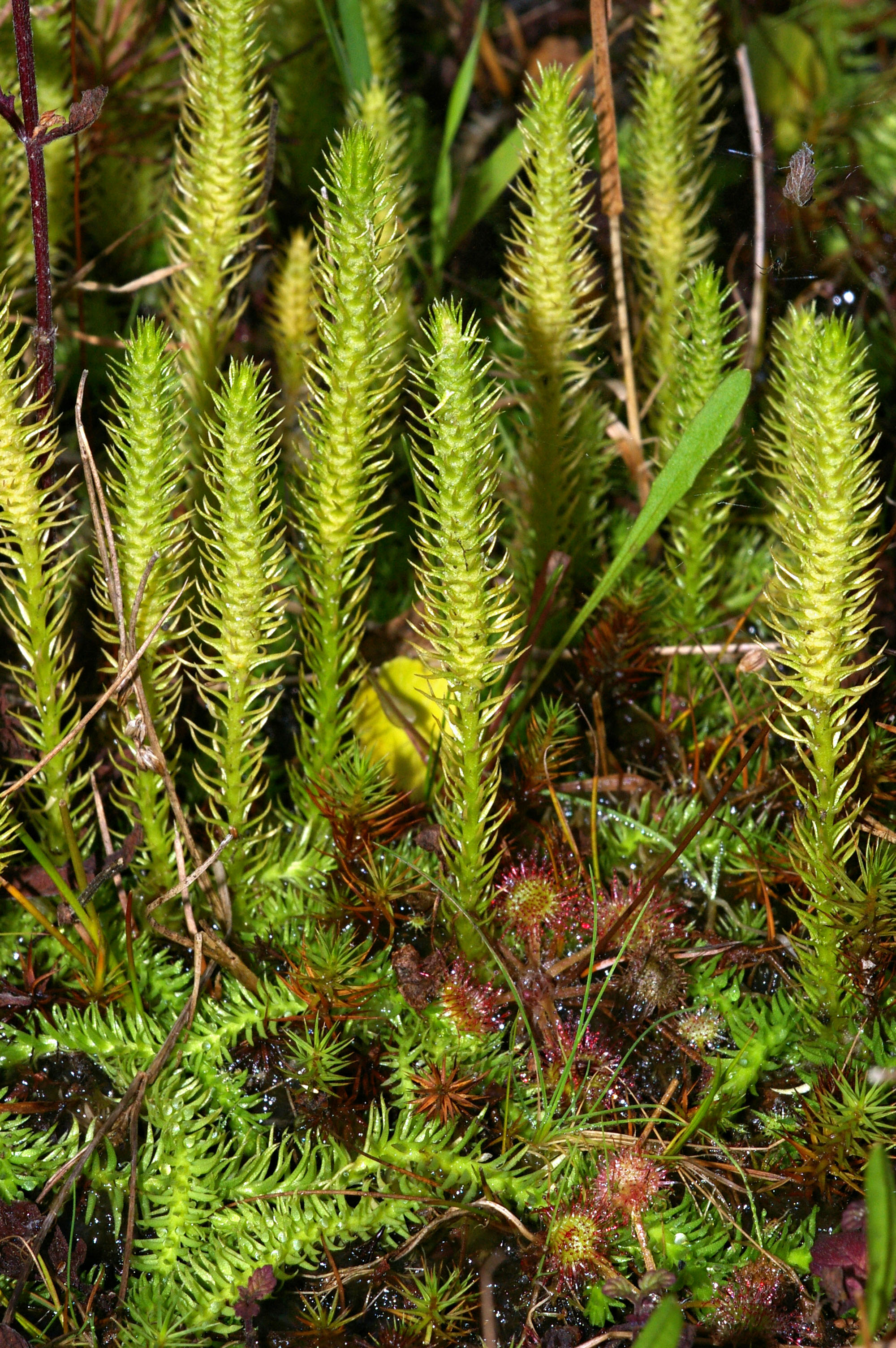
Una imagen de la mencionada especie "Lycopodiella inundata", una especie de la familia Lycopodiella.

Hoy en día hay unas 1200 especies de licofitas, que pertenecen a varios linajes diferentes. De entre ellos, las especies rizomatosas de Huperzia, Lycopodiella y Lycopodium son comúnmente encontradas en los bosques del hemisferio norte. Estas plantas y sus parientes tropicales son homospóricas, lo que quiere decir que producen solo un tipo de espora, que genera un gametófito bisexual productor de anterozoides y óvulos.
Las demás licofitas vivientes (Selaginella, Isoetes) son heterospóricas, quiere decir que producen microsporas que generan gametófitos masculinos, y megasporas que generan gametófitos femeninos. Los taxones heterospóricos forman un clado, que también tiene como diferencia característica una solapa de tejido de morfología foliar, llamada lígula, asociada al lado adaxial de la base foliar.
Selaginella, con unas 700 especies, es más diversa en los trópicos, donde muchas especies crecen como epífitas.
Isoetes, con unas 150 especies, es el único resto viviente de un clado que incluía lycopodios gigantes del Carbonífero, aunque probablemente derivó de plantas de este linaje que nunca alcanzaron el tamaño de Lepidodendron y otros. Isoetes ha retenido el cámbium y algo del crecimiento secundario, y tiene raicillas parecidas a las de los árboles extintos.

## Clasificación

### Sinonimia
Las licofitas o licopodios han sido denominadas Lycopodinae (Bartling 1830, Eichler 1883, Engler 1886, Wettstein 1924), Lepidophyta (Haeckel 1866, Bessey 1907, G. Smith 1955), Lycopsida (D.H.Scott 1909, Engler 1924), Lycopodiophyta (Cronquist et al. 1966), Lycopodiatae (Kubitski 1990), Microphyllophyta (ITIS 1996), Lycophyta (Margulis et al 1998), Isoëtophyta (Doweld 2001), Lycopodiidae (Chase & Reveal 2009, Christenhusz et al 2011, NCBI), Lycopodiophytina (Ruggiero et al. 2015).

### Taxonomía
División Lycophyta o Lycopodiophyta
- Clase Zosterophyllopsida†
- Clase Lycopsida
  - Subclase Lycopodiidae Bek., Kurs Bot. 1: 115 (1863). Según el Sistema de clasificación de pteridofitas de Christenhusz 2011[2][4][5] (basada en Smith et al. 2006,[6] 2008[3]); que también provee una secuencia lineal de las licofitas y monilofitas.
Sinónimos: Selaginellidae Knobl. in J.E.B.Warming, Handb. Syst. Bot.: 157 (1890). Isoëtidae Reveal, Phytologia 79: 70 (1996).
    - Orden A. Lycopodiales DC. ex Bercht. & J.Presl, P řir. Rostlin: 272 (1820).
1 familia.
    - Orden B. Isoëtales Prantl,  Lehrb. Bot.: 116 (1874).
1 familia.
    - Orden C. Selaginellales Prantl, Lehrb. Bot.: 116 (1874).

### Filogenia
Los licopodios actuales se relacionan del siguiente modo:

|  | Lycopodiales                                                 |
|  |                                                              |
|  | \| \| Isoëtales \| \| \| \| \| \| Selaginellales \| \| \| \| |
|  |                                                              |
|  | Isoëtales                                                    |
|  |                                                              |
|  | Selaginellales                                               |
|  |                                                              |

|  | Isoëtales      |
|  |                |
|  | Selaginellales |
|  |                |

Tomando en cuenta los grupos extintos, las licofitas más antiguas se diversificaron en el Silúrico hace más de 420 millones de años y los órdenes actuales vienen desde el Devónico, teorizando la siguiente filogenia:

|  | Isoetales                                                             |
|  |                                                                       |
|  | \| \| Lepidodendrales † \| \| \| \| \| \| Pleuromeiales † \| \| \| \| |
|  |                                                                       |
|  | Lepidodendrales †                                                     |
|  |                                                                       |
|  | Pleuromeiales †                                                       |
|  |                                                                       |

|  | Lepidodendrales † |
|  |                   |
|  | Pleuromeiales †   |
|  |                   |

|  | Isoetales                                                             |
|  |                                                                       |
|  | \| \| Lepidodendrales † \| \| \| \| \| \| Pleuromeiales † \| \| \| \| |
|  |                                                                       |
|  | Lepidodendrales †                                                     |
|  |                                                                       |
|  | Pleuromeiales †                                                       |
|  |                                                                       |

|  | Lepidodendrales † |
|  |                   |
|  | Pleuromeiales †   |
|  |                   |

|  | Isoetales                                                             |
|  |                                                                       |
|  | \| \| Lepidodendrales † \| \| \| \| \| \| Pleuromeiales † \| \| \| \| |
|  |                                                                       |
|  | Lepidodendrales †                                                     |
|  |                                                                       |
|  | Pleuromeiales †                                                       |
|  |                                                                       |

|  | Lepidodendrales † |
|  |                   |
|  | Pleuromeiales †   |
|  |                   |

|  | Isoetales                                                             |
|  |                                                                       |
|  | \| \| Lepidodendrales † \| \| \| \| \| \| Pleuromeiales † \| \| \| \| |
|  |                                                                       |
|  | Lepidodendrales †                                                     |
|  |                                                                       |
|  | Pleuromeiales †                                                       |
|  |                                                                       |

|  | Lepidodendrales † |
|  |                   |
|  | Pleuromeiales †   |
|  |                   |

|  | Isoetales                                                             |
|  |                                                                       |
|  | \| \| Lepidodendrales † \| \| \| \| \| \| Pleuromeiales † \| \| \| \| |
|  |                                                                       |
|  | Lepidodendrales †                                                     |
|  |                                                                       |
|  | Pleuromeiales †                                                       |
|  |                                                                       |

|  | Lepidodendrales † |
|  |                   |
|  | Pleuromeiales †   |
|  |                   |

|  | Isoetales                                                             |
|  |                                                                       |
|  | \| \| Lepidodendrales † \| \| \| \| \| \| Pleuromeiales † \| \| \| \| |
|  |                                                                       |
|  | Lepidodendrales †                                                     |
|  |                                                                       |
|  | Pleuromeiales †                                                       |
|  |                                                                       |

|  | Lepidodendrales † |
|  |                   |
|  | Pleuromeiales †   |
|  |                   |

|  | Isoetales                                                             |
|  |                                                                       |
|  | \| \| Lepidodendrales † \| \| \| \| \| \| Pleuromeiales † \| \| \| \| |
|  |                                                                       |
|  | Lepidodendrales †                                                     |
|  |                                                                       |
|  | Pleuromeiales †                                                       |
|  |                                                                       |

|  | Lepidodendrales † |
|  |                   |
|  | Pleuromeiales †   |
|  |                   |

|  | Isoetales                                                             |
|  |                                                                       |
|  | \| \| Lepidodendrales † \| \| \| \| \| \| Pleuromeiales † \| \| \| \| |
|  |                                                                       |
|  | Lepidodendrales †                                                     |
|  |                                                                       |
|  | Pleuromeiales †                                                       |
|  |                                                                       |

|  | Lepidodendrales † |
|  |                   |
|  | Pleuromeiales †   |
|  |                   |

|  | Isoetales                                                             |
|  |                                                                       |
|  | \| \| Lepidodendrales † \| \| \| \| \| \| Pleuromeiales † \| \| \| \| |
|  |                                                                       |
|  | Lepidodendrales †                                                     |
|  |                                                                       |
|  | Pleuromeiales †                                                       |
|  |                                                                       |

|  | Lepidodendrales † |
|  |                   |
|  | Pleuromeiales †   |
|  |                   |

|  | Isoetales                                                             |
|  |                                                                       |
|  | \| \| Lepidodendrales † \| \| \| \| \| \| Pleuromeiales † \| \| \| \| |
|  |                                                                       |
|  | Lepidodendrales †                                                     |
|  |                                                                       |
|  | Pleuromeiales †                                                       |
|  |                                                                       |

|  | Lepidodendrales † |
|  |                   |
|  | Pleuromeiales †   |
|  |                   |

|  | Isoetales                                                             |
|  |                                                                       |
|  | \| \| Lepidodendrales † \| \| \| \| \| \| Pleuromeiales † \| \| \| \| |
|  |                                                                       |
|  | Lepidodendrales †                                                     |
|  |                                                                       |
|  | Pleuromeiales †                                                       |
|  |                                                                       |

|  | Lepidodendrales † |
|  |                   |
|  | Pleuromeiales †   |
|  |                   |

|  | Isoetales                                                             |
|  |                                                                       |
|  | \| \| Lepidodendrales † \| \| \| \| \| \| Pleuromeiales † \| \| \| \| |
|  |                                                                       |
|  | Lepidodendrales †                                                     |
|  |                                                                       |
|  | Pleuromeiales †                                                       |
|  |                                                                       |

|  | Lepidodendrales † |
|  |                   |
|  | Pleuromeiales †   |
|  |                   |

|  | Isoetales                                                             |
|  |                                                                       |
|  | \| \| Lepidodendrales † \| \| \| \| \| \| Pleuromeiales † \| \| \| \| |
|  |                                                                       |
|  | Lepidodendrales †                                                     |
|  |                                                                       |
|  | Pleuromeiales †                                                       |
|  |                                                                       |

|  | Lepidodendrales † |
|  |                   |
|  | Pleuromeiales †   |
|  |                   |

|  | Isoetales                                                             |
|  |                                                                       |
|  | \| \| Lepidodendrales † \| \| \| \| \| \| Pleuromeiales † \| \| \| \| |
|  |                                                                       |
|  | Lepidodendrales †                                                     |
|  |                                                                       |
|  | Pleuromeiales †                                                       |
|  |                                                                       |

|  | Lepidodendrales † |
|  |                   |
|  | Pleuromeiales †   |
|  |                   |

|  | Isoetales                                                             |
|  |                                                                       |
|  | \| \| Lepidodendrales † \| \| \| \| \| \| Pleuromeiales † \| \| \| \| |
|  |                                                                       |
|  | Lepidodendrales †                                                     |
|  |                                                                       |
|  | Pleuromeiales †                                                       |
|  |                                                                       |

|  | Lepidodendrales † |
|  |                   |
|  | Pleuromeiales †   |
|  |                   |

|  | Isoetales                                                             |
|  |                                                                       |
|  | \| \| Lepidodendrales † \| \| \| \| \| \| Pleuromeiales † \| \| \| \| |
|  |                                                                       |
|  | Lepidodendrales †                                                     |
|  |                                                                       |
|  | Pleuromeiales †                                                       |
|  |                                                                       |

|  | Lepidodendrales † |
|  |                   |
|  | Pleuromeiales †   |
|  |                   |

|  | Isoetales                                                             |
|  |                                                                       |
|  | \| \| Lepidodendrales † \| \| \| \| \| \| Pleuromeiales † \| \| \| \| |
|  |                                                                       |
|  | Lepidodendrales †                                                     |
|  |                                                                       |
|  | Pleuromeiales †                                                       |
|  |                                                                       |

|  | Lepidodendrales † |
|  |                   |
|  | Pleuromeiales †   |
|  |                   |

|  | Isoetales                                                             |
|  |                                                                       |
|  | \| \| Lepidodendrales † \| \| \| \| \| \| Pleuromeiales † \| \| \| \| |
|  |                                                                       |
|  | Lepidodendrales †                                                     |
|  |                                                                       |
|  | Pleuromeiales †                                                       |
|  |                                                                       |

|  | Lepidodendrales † |
|  |                   |
|  | Pleuromeiales †   |
|  |                   |

|  | Isoetales                                                             |
|  |                                                                       |
|  | \| \| Lepidodendrales † \| \| \| \| \| \| Pleuromeiales † \| \| \| \| |
|  |                                                                       |
|  | Lepidodendrales †                                                     |
|  |                                                                       |
|  | Pleuromeiales †                                                       |
|  |                                                                       |

|  | Lepidodendrales † |
|  |                   |
|  | Pleuromeiales †   |
|  |                   |

|  | Isoetales                                                             |
|  |                                                                       |
|  | \| \| Lepidodendrales † \| \| \| \| \| \| Pleuromeiales † \| \| \| \| |
|  |                                                                       |
|  | Lepidodendrales †                                                     |
|  |                                                                       |
|  | Pleuromeiales †                                                       |
|  |                                                                       |

|  | Lepidodendrales † |
|  |                   |
|  | Pleuromeiales †   |
|  |                   |

|  | Isoetales                                                             |
|  |                                                                       |
|  | \| \| Lepidodendrales † \| \| \| \| \| \| Pleuromeiales † \| \| \| \| |
|  |                                                                       |
|  | Lepidodendrales †                                                     |
|  |                                                                       |
|  | Pleuromeiales †                                                       |
|  |                                                                       |

|  | Lepidodendrales † |
|  |                   |
|  | Pleuromeiales †   |
|  |                   |

|  | Isoetales                                                             |
|  |                                                                       |
|  | \| \| Lepidodendrales † \| \| \| \| \| \| Pleuromeiales † \| \| \| \| |
|  |                                                                       |
|  | Lepidodendrales †                                                     |
|  |                                                                       |
|  | Pleuromeiales †                                                       |
|  |                                                                       |

|  | Lepidodendrales † |
|  |                   |
|  | Pleuromeiales †   |
|  |                   |

|  | Isoetales                                                             |
|  |                                                                       |
|  | \| \| Lepidodendrales † \| \| \| \| \| \| Pleuromeiales † \| \| \| \| |
|  |                                                                       |
|  | Lepidodendrales †                                                     |
|  |                                                                       |
|  | Pleuromeiales †                                                       |
|  |                                                                       |

|  | Lepidodendrales † |
|  |                   |
|  | Pleuromeiales †   |
|  |                   |

|  | Isoetales                                                             |
|  |                                                                       |
|  | \| \| Lepidodendrales † \| \| \| \| \| \| Pleuromeiales † \| \| \| \| |
|  |                                                                       |
|  | Lepidodendrales †                                                     |
|  |                                                                       |
|  | Pleuromeiales †                                                       |
|  |                                                                       |

|  | Lepidodendrales † |
|  |                   |
|  | Pleuromeiales †   |
|  |                   |

|  | Isoetales                                                             |
|  |                                                                       |
|  | \| \| Lepidodendrales † \| \| \| \| \| \| Pleuromeiales † \| \| \| \| |
|  |                                                                       |
|  | Lepidodendrales †                                                     |
|  |                                                                       |
|  | Pleuromeiales †                                                       |
|  |                                                                       |

|  | Lepidodendrales † |
|  |                   |
|  | Pleuromeiales †   |
|  |                   |

|  | Isoetales                                                             |
|  |                                                                       |
|  | \| \| Lepidodendrales † \| \| \| \| \| \| Pleuromeiales † \| \| \| \| |
|  |                                                                       |
|  | Lepidodendrales †                                                     |
|  |                                                                       |
|  | Pleuromeiales †                                                       |
|  |                                                                       |

|  | Lepidodendrales † |
|  |                   |
|  | Pleuromeiales †   |
|  |                   |

|  | Isoetales                                                             |
|  |                                                                       |
|  | \| \| Lepidodendrales † \| \| \| \| \| \| Pleuromeiales † \| \| \| \| |
|  |                                                                       |
|  | Lepidodendrales †                                                     |
|  |                                                                       |
|  | Pleuromeiales †                                                       |
|  |                                                                       |

|  | Lepidodendrales † |
|  |                   |
|  | Pleuromeiales †   |
|  |                   |

|  | Isoetales                                                             |
|  |                                                                       |
|  | \| \| Lepidodendrales † \| \| \| \| \| \| Pleuromeiales † \| \| \| \| |
|  |                                                                       |
|  | Lepidodendrales †                                                     |
|  |                                                                       |
|  | Pleuromeiales †                                                       |
|  |                                                                       |

|  | Lepidodendrales † |
|  |                   |
|  | Pleuromeiales †   |
|  |                   |

|  | Isoetales                                                             |
|  |                                                                       |
|  | \| \| Lepidodendrales † \| \| \| \| \| \| Pleuromeiales † \| \| \| \| |
|  |                                                                       |
|  | Lepidodendrales †                                                     |
|  |                                                                       |
|  | Pleuromeiales †                                                       |
|  |                                                                       |

|  | Lepidodendrales † |
|  |                   |
|  | Pleuromeiales †   |
|  |                   |

|  | Isoetales                                                             |
|  |                                                                       |
|  | \| \| Lepidodendrales † \| \| \| \| \| \| Pleuromeiales † \| \| \| \| |
|  |                                                                       |
|  | Lepidodendrales †                                                     |
|  |                                                                       |
|  | Pleuromeiales †                                                       |
|  |                                                                       |

|  | Lepidodendrales † |
|  |                   |
|  | Pleuromeiales †   |
|  |                   |

|  | Isoetales                                                             |
|  |                                                                       |
|  | \| \| Lepidodendrales † \| \| \| \| \| \| Pleuromeiales † \| \| \| \| |
|  |                                                                       |
|  | Lepidodendrales †                                                     |
|  |                                                                       |
|  | Pleuromeiales †                                                       |
|  |                                                                       |

|  | Lepidodendrales † |
|  |                   |
|  | Pleuromeiales †   |
|  |                   |

|  | Isoetales                                                             |
|  |                                                                       |
|  | \| \| Lepidodendrales † \| \| \| \| \| \| Pleuromeiales † \| \| \| \| |
|  |                                                                       |
|  | Lepidodendrales †                                                     |
|  |                                                                       |
|  | Pleuromeiales †                                                       |
|  |                                                                       |

|  | Lepidodendrales † |
|  |                   |
|  | Pleuromeiales †   |
|  |                   |